# Michael Rensing
Michael Rensing (ur. 14 maja 1984 w Lingen) – niemiecki piłkarz występujący na pozycji bramkarza. Były reprezentant Niemiec U-21. Od 2013 zawodnik Fortuny Düsseldorf.

## Życiorys
Michael Rensing przyszedł do drużyny Bayernu Monachium w 2000 roku z klubu TuS Lingen, w którym grał wcześniej.
Swój debiut w Bundeslidze zanotował 21 lutego 2004 roku, kiedy to rozegrał 90 minut w wygranym 1:0 pojedynku z Hamburgerem SV.
W sezonie 2004/2005 Rensing wystąpił w dwóch meczach w lidze: z drużyną 1. FC Kaiserslautern, gdzie Bayern wygrał 4:0, i z drużyną FSV Mainz 05, także wygranym przez Bawarczyków, 4:2.
Rensing zagrał w sześciu meczach w lidze w sezonie 2005/2006, zachował czyste konto na meczu przeciwko drużynie Arminia Bielefeld. Debiutował w Lidze Mistrzów 21 lutego 2006 roku na meczu przeciwko A.C. Milan, zastępując kontuzjowanego Kahna. Bayern zremisował wówczas 1:1.
21 grudnia 2010 poinformowano, że bramkarz podpisał umowę ważną do 30.06.2011 z 1. FC Köln.